# Subdivisions du Vanuatu

Les provinces du Vanuatu

Le Vanuatu est divisé en six provinces depuis 1994.
Les noms des provinces sont dérivés des lettres initiales des îles provinciales.

## Liste des provinces du Vanuatu
| Province | Capitale   | Îles principales                          | Population (2009) | Superficie (km2) | Densité de population (hab./km2) |
| -------- | ---------- | ----------------------------------------- | ----------------- | ---------------- | -------------------------------- |
| Torba    | Sola       | Îles Banks, îles Torres                   | 9 359             | 867,33           | 10,8                             |
| Sanma    | Luganville | Espiritu Santo, Malo                      | 45 855            | 4 262,06         | 10,8                             |
| Penama   | Longana    | Île de Pentecôte, Ambae, Maewo            | 30 819            | 1 203,92         | 25,6                             |
| Malampa  | Lakatoro   | Ambrym, Malekula, Paama                   | 36 727            | 2 808,41         | 13,1                             |
| Shefa    | Port-Vila  | Îles Shepherd, Éfaté                      | 78 723            | 1 507,36         | 52,2                             |
| Tafea    | Isangel    | Tanna, Aniwa, Futuna, Erromango, Aneityum | 32 540            | 1 632,17         | 19,9                             |
| Total    | Port-Vila  | —                                         | 234 023           | 12 281,25        | 19,1                             |

## Précédentes subdivisions
De 1985 à 1994, le Vanuatu était divisé en onze régions insulaires :
- Ambae et Maewo (chef-lieu Longana),
- Ambrym (chef-lieu Eas),
- Banks et Torres (chef-lieu Sola),
- Éfaté (capitale Port-Vila),
- Épi (chef-lieu Ringdove),
- Malekula (chef-lieu Lakatoro),
- Paama (chef-lieu Liro),
- Pentecôte (chef-lieu Loltong),
- Espiritu Santo et Malo (chef-lieu Luganville),
- îles Shepherd (chef-lieu Morua),
- Taféa (chef-lieu Isangel).

De 1968 environ à 1985, Vanuatu était découpé en quatre zones :
- Éfaté,
- Malékoula,
- Santo,
- Tanna.

## Autres subdivisions
Chaque (grande) île est divisée en départements, cantons, et nakamals (avec nakamal (maison des hommes) et nassarah (place de danse)). 
Ambae comprend 4 départements, répartis en 17 cantons, regroupant 91 nakamals (Atlas).  L'île de Pentecôte en comprend, respectivement 4, 25, 228. Maewo : 2, 7, 27. Mallicolo regroupe 6 départements.